# Galeandra curvifolia
Galeandra curvifolia är en orkidéart som beskrevs av João Barbosa Rodrigues. Galeandra curvifolia ingår i släktet Galeandra och familjen orkidéer. Inga underarter finns listade i Catalogue of Life.